# Viinikka kyrka
Viinikka kyrka (finska: Viinikan kirkko) är en kyrkobyggnad i Tammerfors i Finland. Den ligger i stadsdelen Viinikka och är församlingskyrka i Viinikka församling inom Evangelisk-lutherska kyrkan i Finland.
Kyrkan ritades av arkitekten Yrjö Waskinen och invigdes den 29 maj 1932 av biskop Jaakko Gummerus.
Under sommaren fungerar kyrkan som vägkyrka.